# Gil Gomes Galvão
Gil Manuel Gonçalves Gomes Galvão (Funchal, 9 de Setembro de 1949) é um jurista, advogado e magistrado português. Foi Juiz do Tribunal Constitucional de 2002 a 2012, sendo Vice-Presidente de 2007 a 2012.

## Carreira
Licenciado em Direito pela Faculdade de Direito da Universidade de Lisboa, Gil Gomes Galvão é advogado desde 1974 e Consultor Jurídico do Banco de Portugal desde 1984.

## Magistratura
Em 28 de Novembro de 2002 Gil Gomes Galvão foi eleito Juiz do Tribunal Constitucional pela Assembleia da República por maioria qualificada (superior a 2/3 dos votos), conforme previsto pela Constituição, para um mandato de 9 anos.
Em 4 de Abril de 2007 foi eleito pelos demais Juízes Vice-Presidente do  Tribunal Constitucional. Cessou funções a 12 de Julho de 2012.